# 美国导演工会奖
美国导演工会奖（英語：Directors Guild of America Award，简称DGA Awards）是由美国导演工会为表彰取得突出成就的优秀导演而颁发的年度奖项。该奖的前身是1938年开始颁发的银幕导演工会（美国导演工会的前身）的“终身名誉会员”奖，第一位获得这项荣誉的是大卫·格里菲斯。1949年，银幕导演工会开始颁发年度最佳导演奖项，首位获奖者是《三妻艳史》的导演约瑟夫·曼凯维奇。
由于在美国电影艺术与科学学院的会员中，有不少人来就来自美国导演工会。因此在60多年的历史上，仅有6位该奖的电影类最佳导演奖项的获得者未能获得奥斯卡最佳导演奖。因此被认为是奥斯卡最佳导演的风向标之一。

## 美国导演工会奖项

### 电影
- 最佳电影导演
- 最佳纪录片导演

### 电视
- 最佳电视剧（晚间）导演
- 最佳电视剧（日间）导演
- 最佳音乐类电视节目导演
- 最佳纪实类电视节目导演
- 最佳喜剧类电视剧导演
- 最佳儿童电视节目导演
- 最佳商业广告导演
- 最佳电视电影导演

### 特设奖项
- 导演工会终身荣誉会员奖
- 导演工会终身荣誉会员奖
- 弗兰克林·谢菲尼尔成就奖
- 导演工会多元性艺术成就奖
- 杰出事业成就奖
- 普雷斯顿·斯特吉斯奖
- 罗伯特·B·阿德里奇成就奖
- 美国总统奖